# Edwin Flack
Edwin Harold "Teddy" Flack, född 5 november 1873 i Islington i London, Storbritannien, död 10 januari 1935 i Berwick i Victoria, Australien, var australisk friidrottare och tennisspelare. Han var landets förste olympier och dess ende representant vid de första olympiska spelen i Aten 1896 samt den förste olympiske mästaren på 800 meter och 1 500 meter.
Han ställde även upp i maratonloppet, trots att han aldrig sprungit längre än knappt halva sträckan. Under en stor del av loppet låg han tvåa efter fransmannen Albin Lermusiaux, men efter 32 kilometer tvingades Lermusiaux att bryta loppet och Flack övertog ledningen. Med endast tre kilometer kvar av loppet kollapsade han och bröt loppet.
Flack var även med i singel och dubbel i tennisturneringen. I singelturneringen förlorade han i första omgången mot greken Aristidis Akratopoulos. I dubbeln spelade han tillsammans med britten George S. Robertson. De nådde semifinalen efter walkover i första omgången och förlorade deras enda match mot Dionysios Kasdaglis från Egypten och Demetrios Petrokokkinos från Grekland. De fick tredjeplaceringen tack vare sin plats i semifinalen, men några medaljer för tredje plats delades inte ut 1896.